# Encyclia recurvata
Encyclia recurvata är en orkidéart som beskrevs av Rudolf Schlechter. Encyclia recurvata ingår i släktet Encyclia och familjen orkidéer. Inga underarter finns listade i Catalogue of Life.